# 혼다 다다토시 (1759년)
혼다 다다토시(일본어: 本多忠粛, 1759년 ~ 1777년)는 에도 시대 중기의 다이묘이다. 이와미 하마다번 제3대 번주, 미카와 오카자키번 초대 번주. 혼다 가문 다다카쓰계 종가 제11대 당주이다.
| 전임 혼다 다다미쓰 | 제3대 하마다번 번주 (혼다가) 1767년 ~ 1769년 | 후임 마쓰다이라 야스요시 |

| 전임 마쓰다이라 야스요시 | 제1대 오카자키번 번주 (혼다 헤이하치로가) 1769년 ~ 1777년 | 후임 혼다 다다쓰네 |